# 金星鞘群海葵
金星鞘群海葵（学名：Epizoanthus jingxingensis）为鞘群海葵科鞘群海葵属的动物。在中国，分布于东海等海域。该物种的模式产地在北纬26°50'、东经124°0'、北纬26°50'、东经124°50'。